# Chiesa di Santa Maria del Carmelo (Faicchio)
La chiesa di Santa Maria del Carmelo è una architettura religiosa sita nel comune di Faicchio. Alla Chiesa è annesso il Convento delle Suore degli Angeli, già appartenuto ai padri Carmelitani e oggi casa madre dell'ordine.

## Storia
La chiesa e il convento furono edificati agli inizi del XVIII, dai padri Carmelitani, che vissero nel convento fino al 1805, anno in cui il complesso venne affidato al demanio. Con il passare degli anni la struttura cadde in totale abbandono.
Nel 1897 Suor Maria Serafina, fondatrice delle Suore degli Angeli, su invito della signora Maria Monti visita per la prima volta la struttura per valutarne il suo recupero. Maria Monti era stata informata dal signor. Filippo Cusano, di Faicchio, delle condizioni di abbandono in cui versava il convento, ed era stata invitata da quest'ultimo a trovare una soluzione per restaurarlo ed utilizzarlo. Nel 1898 le Suore degli Angeli, con l'assenso del vescovo di Cerreto Mons. Michele Iannacchino, ottennero in fitto il complesso e diedero avvio ai lavori di recupero e restauro.
Il 2 giugno 1899 riaprì al culto la chiesa e venne inaugurato il noviziato, la scuola di lavoro per ragazze e l'Asilo infantile.
Nel 1904, le suore degli Angeli trasferiscono qui la loro casa Madre.
Il 24 Marzo 1911 Suor. Maria Serafina, muore nel convento. 
Durante il secondo conflitto mondiale, nell'ottobre del 1943, il convento fu bombardato dalla contraerea americana, causando la morte di quindici suore e gravi danni all'edificio.
Il terremoto del 29 dicembre 2013 causò alcuni danni alla chiesa, che venne dichiarata inagibile. Dopo i lavori di restauro, l'edificio fu riaperto al culto il 19 marzo 2017

## Descrizione
Il complesso è ubicato in via Regina Elena, fuori dal centro storico del paese.
La chiesa è a croce latina con un'unica navata, l'incrocio della navata col transetto è sovrastato da una cupola.
Sopra l'altare maggiore è collocato un quadro su legno, raffigurante la Madonna del Carmelo risalente al 1710, opera dell'artista Francesco Basile.  Nel transetto sinistro è collocato il monumento funebre dietro il quale riposano le spoglie della beata Madre Serafina, fondatrice dell'ordine.
La facciata è scandita da sei lesene bianche, che delimitano il portale d'ingresso e due nicchie, nella parte superiore è presente un finestrone, che da luce alla navata e il timpano che chiude la facciata. A sinistra è presente la torre campanaria e il portale d'ingresso al convento.